# 沃尔纳特克里克 (加利福尼亚州)
沃尔纳特克里克是美国加利福尼亚州康特拉科斯塔县下属的一个城市。于1914年10月21日建市。城市面积约为51.2平方公里，根据2010年美国人口普查，该市有人口64,173人。